# Hauptstraße C34

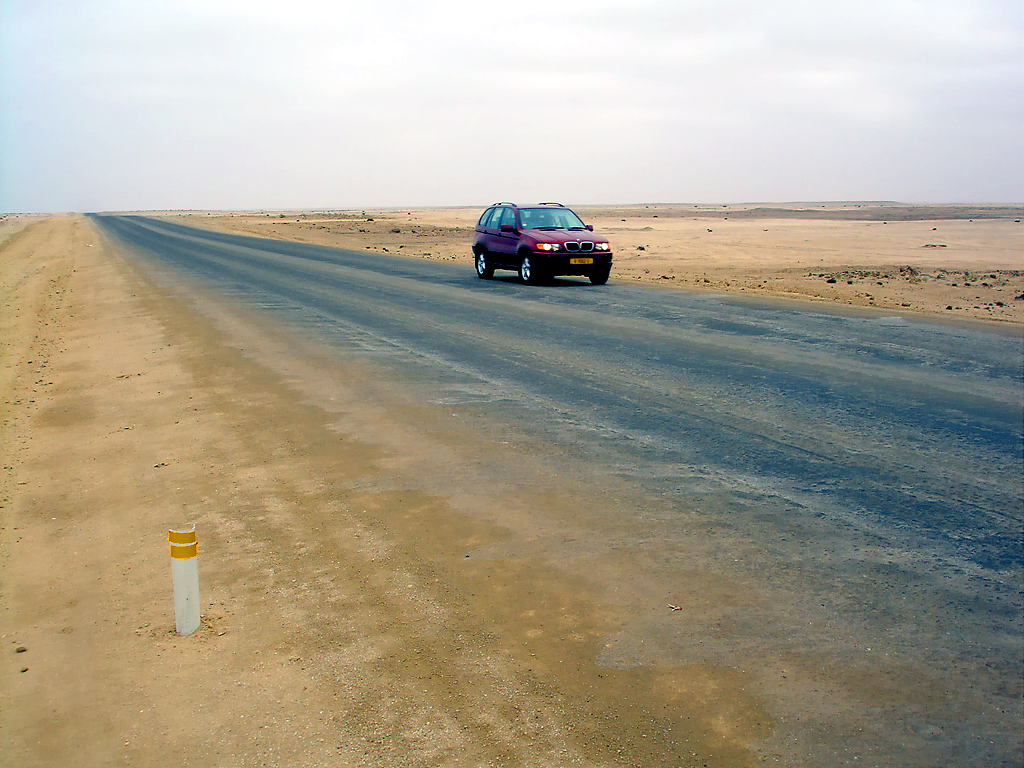
Die C34 nördlich von Swakopmund (2005)

Die Hauptstraße C34 ist eine Stranduferstraße und erschließt von Swakopmund aus den Dorob-Nationalpark und die Südatlantikküste Namibias gen Norden.
Sie besteht aus einem Oberbau mit Salztragschicht und besitzt in Swakopmund Anschluss an die Nationalstraße B2. Seit 2012 ist der Abschnitt D1984 zwischen der Hauptstraße C14 bei Walvis Bay und der Nationalstraße B2 bei Swakopmund ebenfalls als Hauptstraße C34 deklariert. Dieser Abschnitt wurde zwischen 2016 und 2022 asphaltiert und als neue Streckenführung der Nationalstraße B2 proklamiert.
Der Abschnitt der C34 von Swakopmund bis Henties Bay wurde bis Ende 2019 asphaltiert.